# Bellmund
Pour les articles homonymes, voir Belmont.
Bellmund (anciennement en français Belmont), est une commune suisse du canton de Berne, située dans l'arrondissement administratif de Bienne.